# 볶음국수

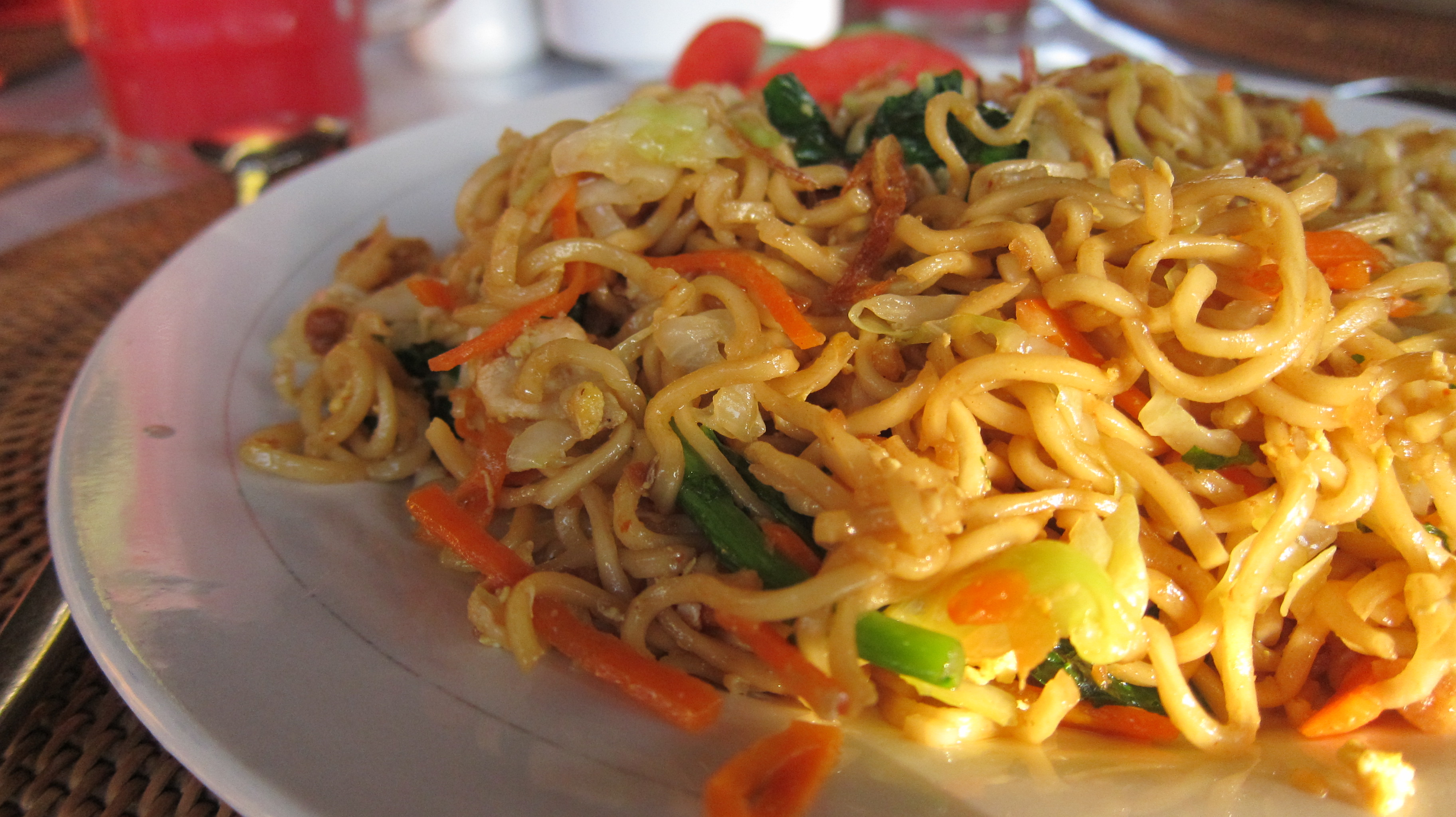
미고렝, 발리에서 제공되는 인도네시아 튀김 국수

볶음국수 또는 볶음면(--麵)은 국수와 다른 재료를 넣고 볶은 요리이다. 볶음국수는 동아시아, 동남아시아, 남아시아 전역에서 흔히 볼 수 있다. 다양한 종류, 요리 스타일 및 재료가 존재한다.

## 나라별 볶음국수

### 말레이시아

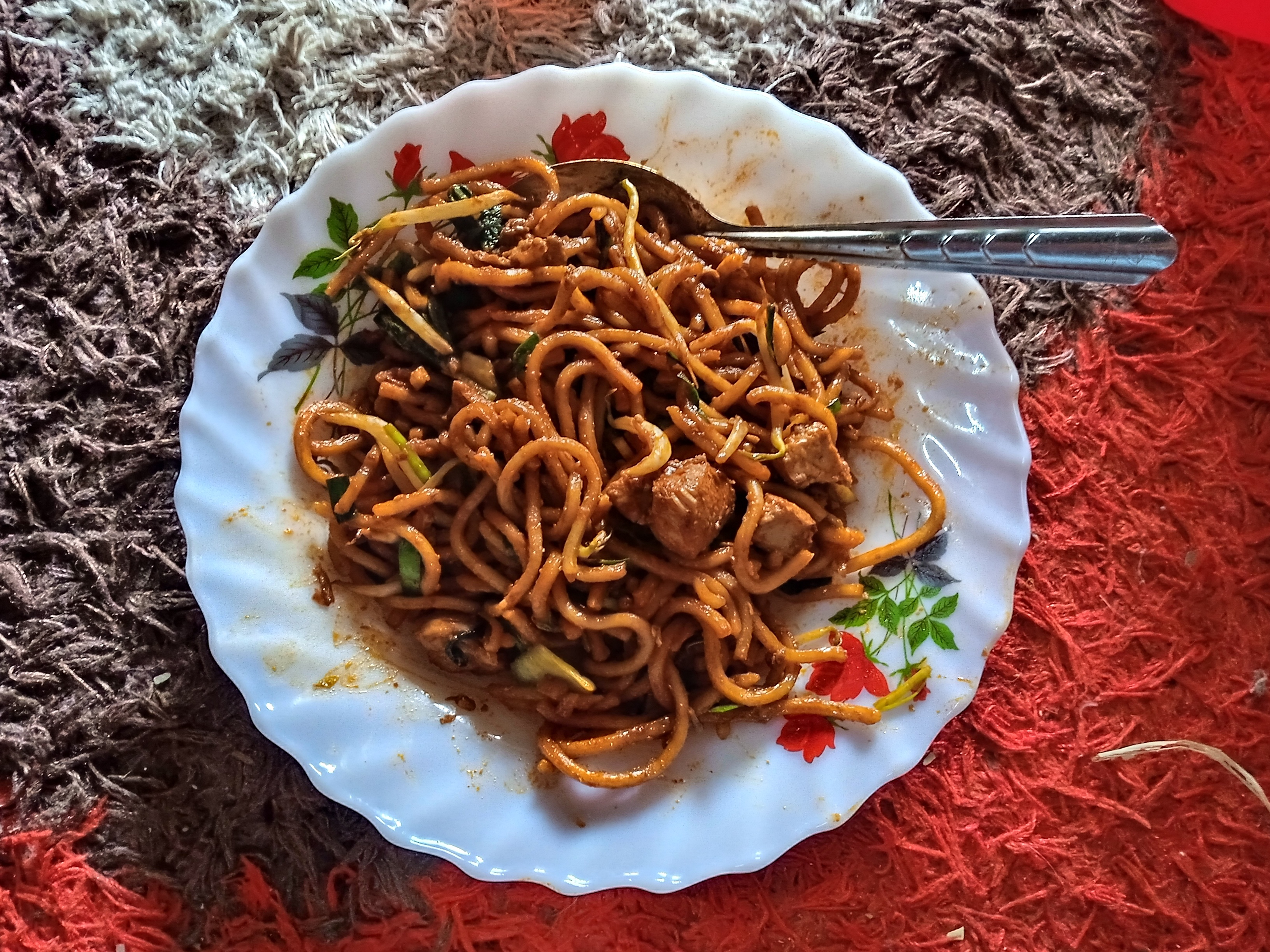
미 고렝
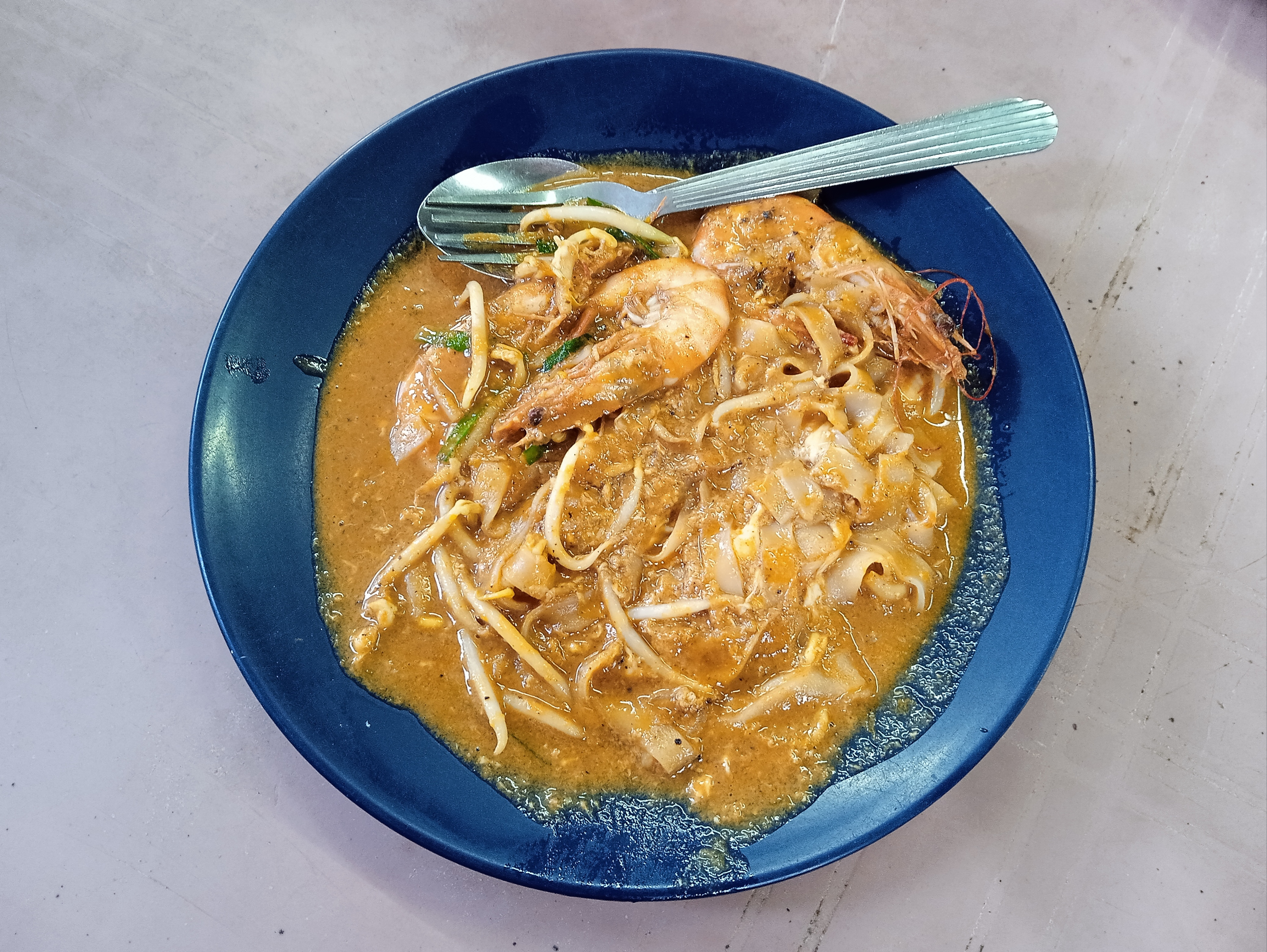
차 퀘티아우
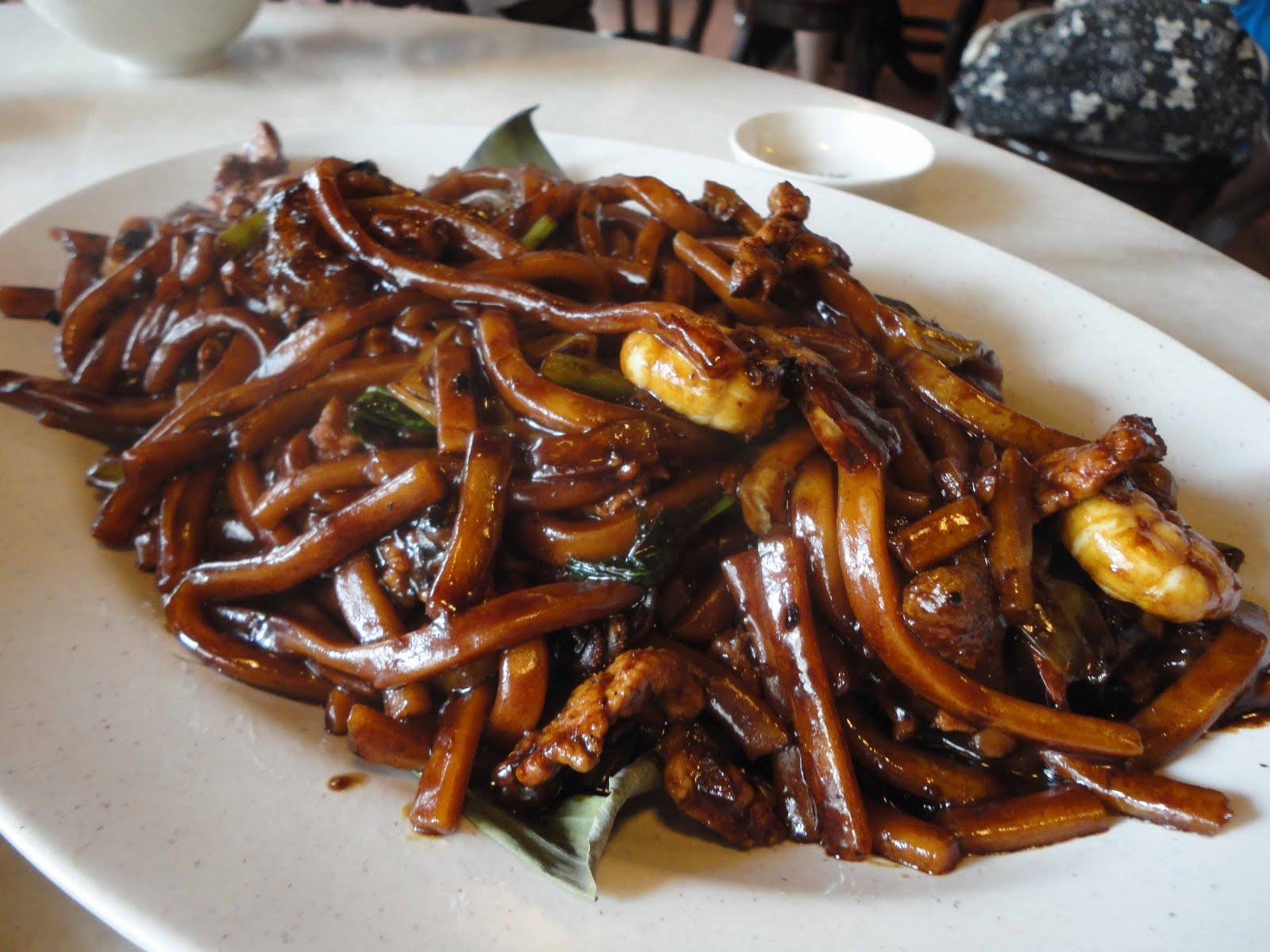
호키엔 미

### 몽골

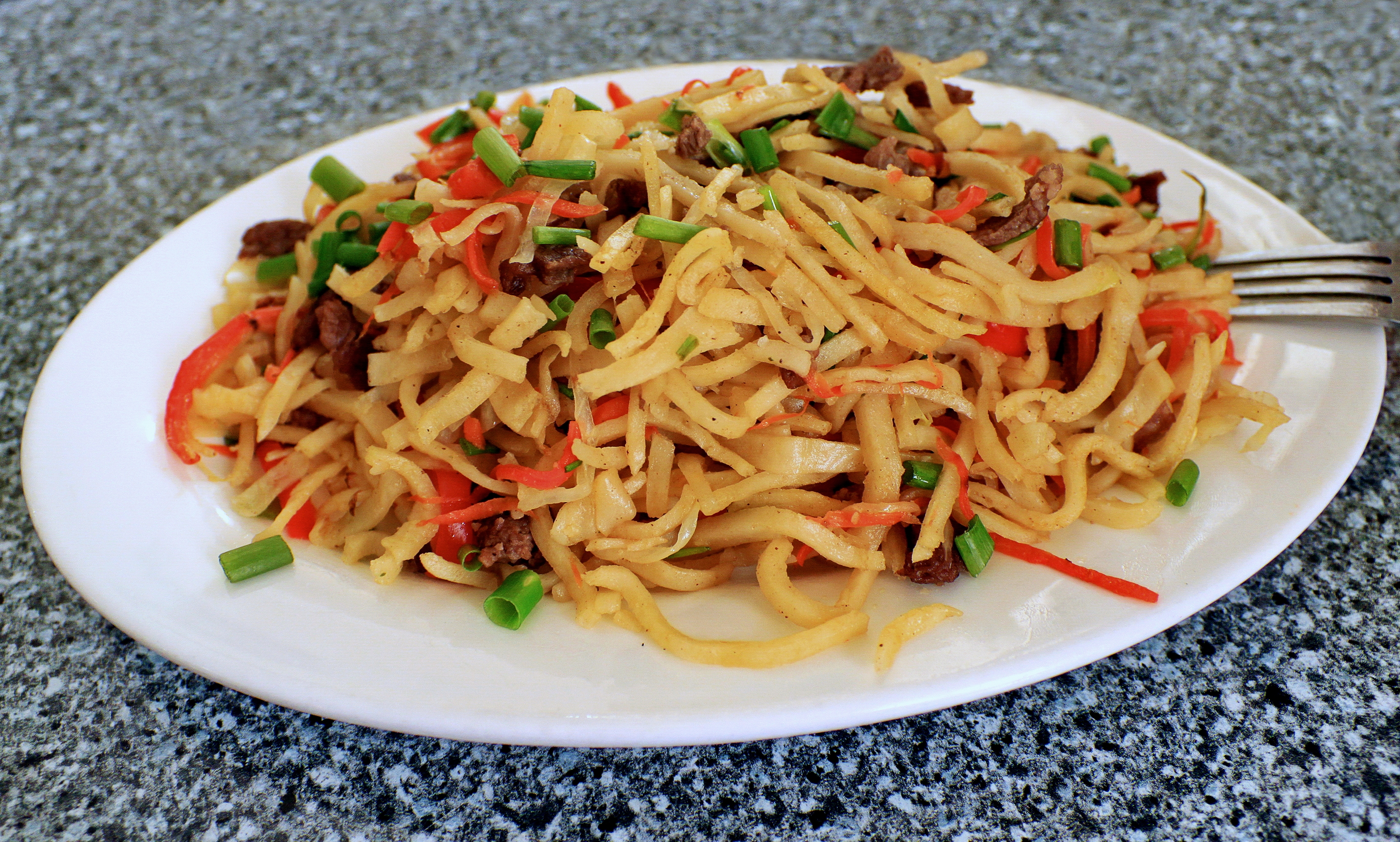
초이왕

### 싱가포르

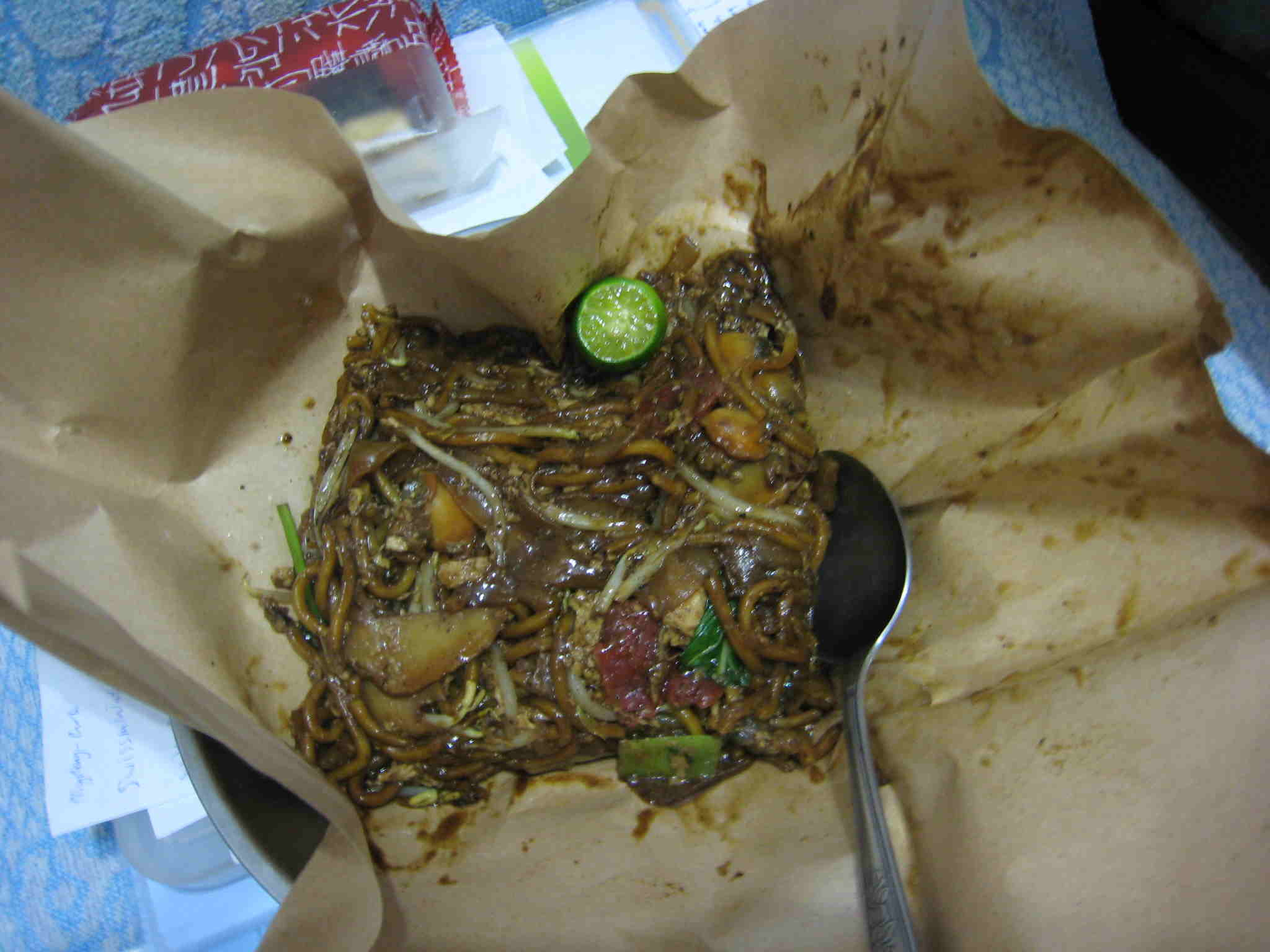
차 퀘티아우
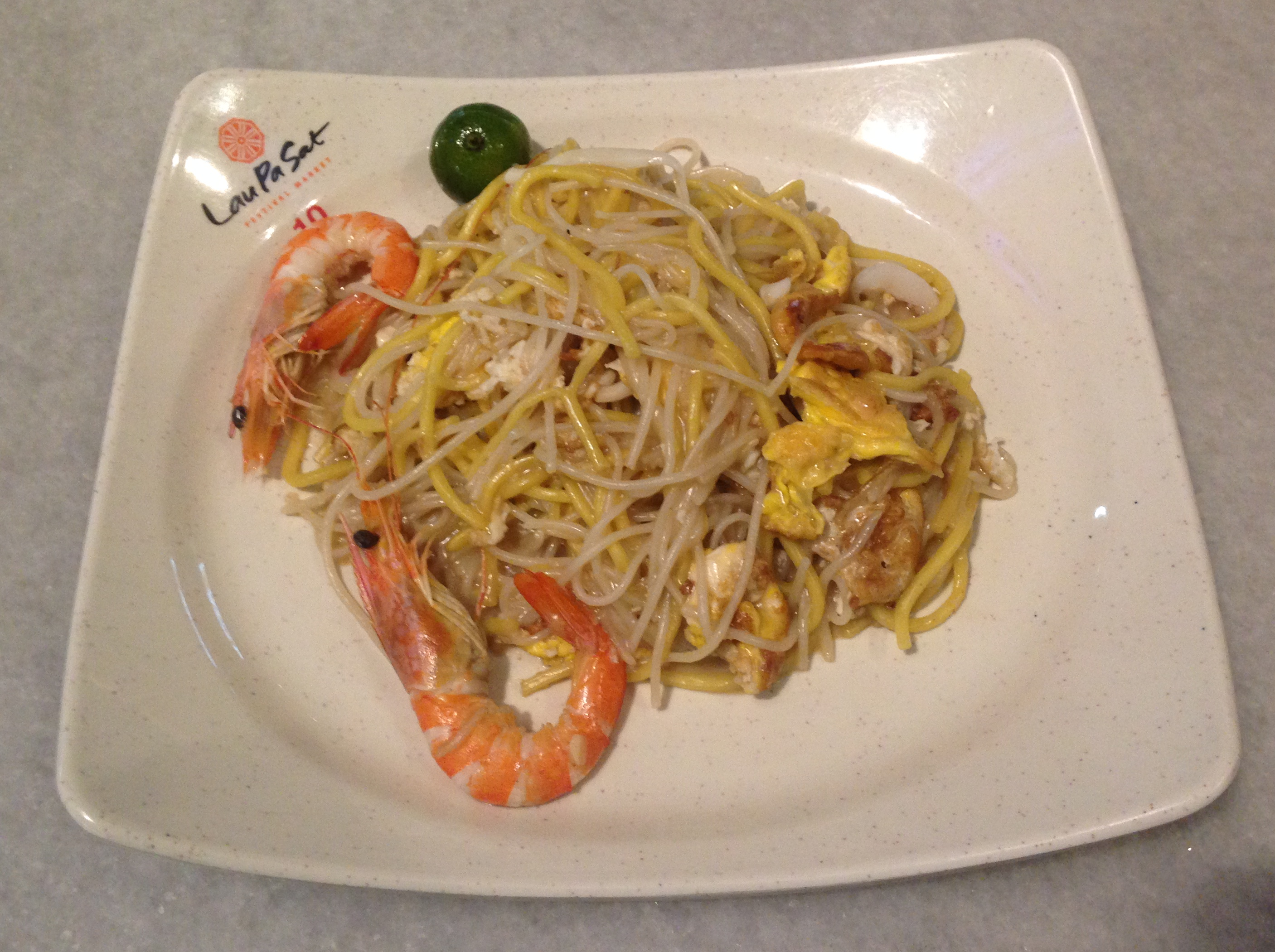
호키엔 미

### 일본

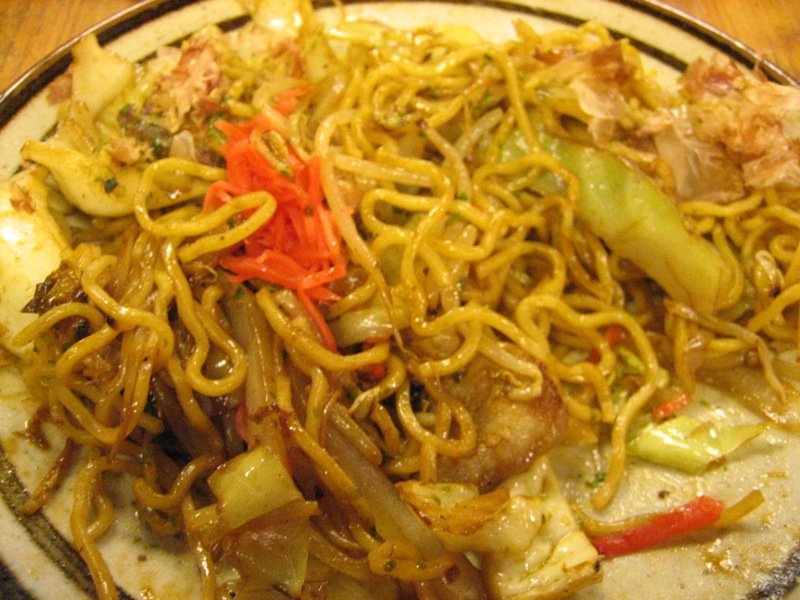
야키소바

### 인도네시아

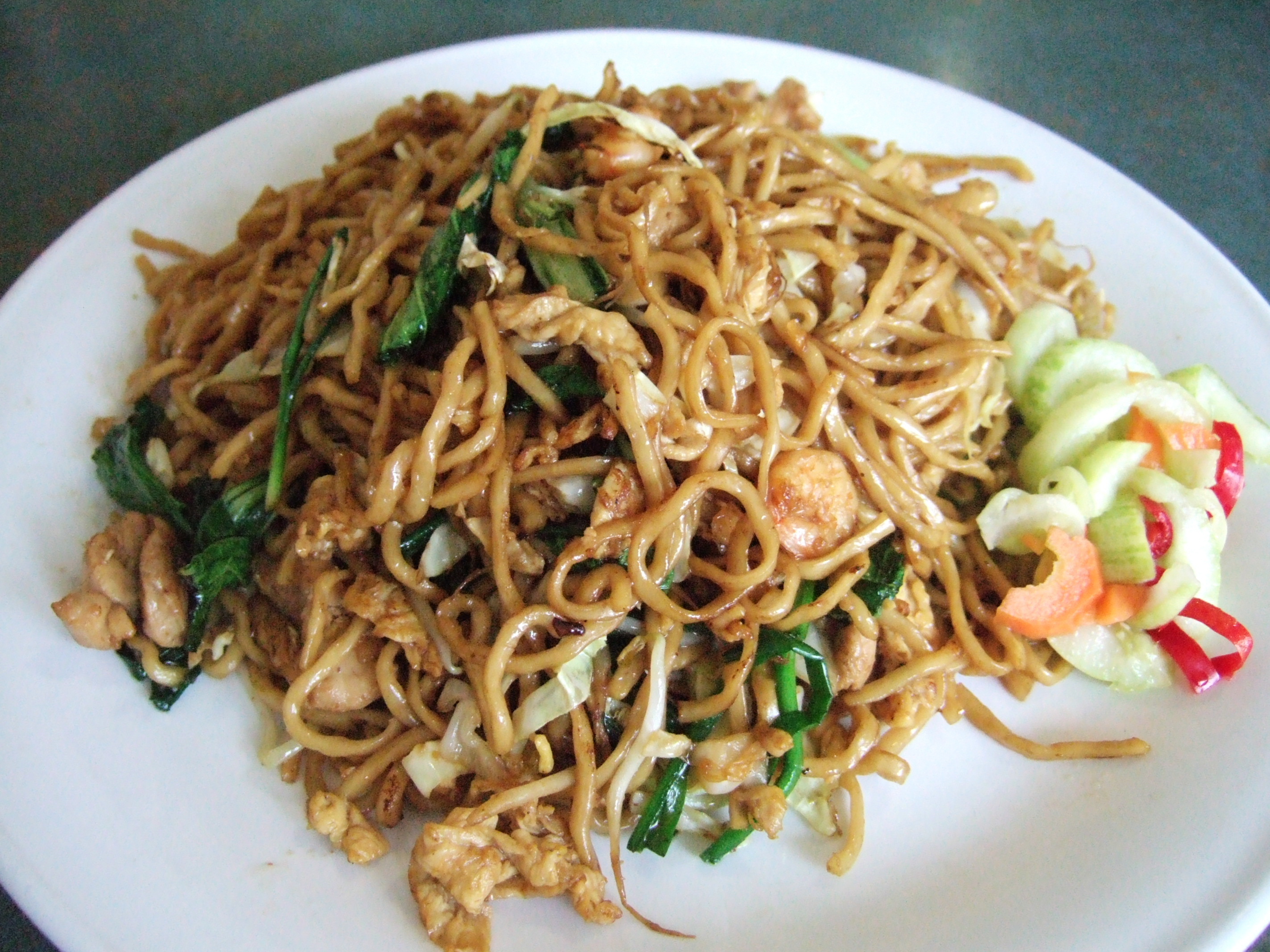
미 고렝

### 중국

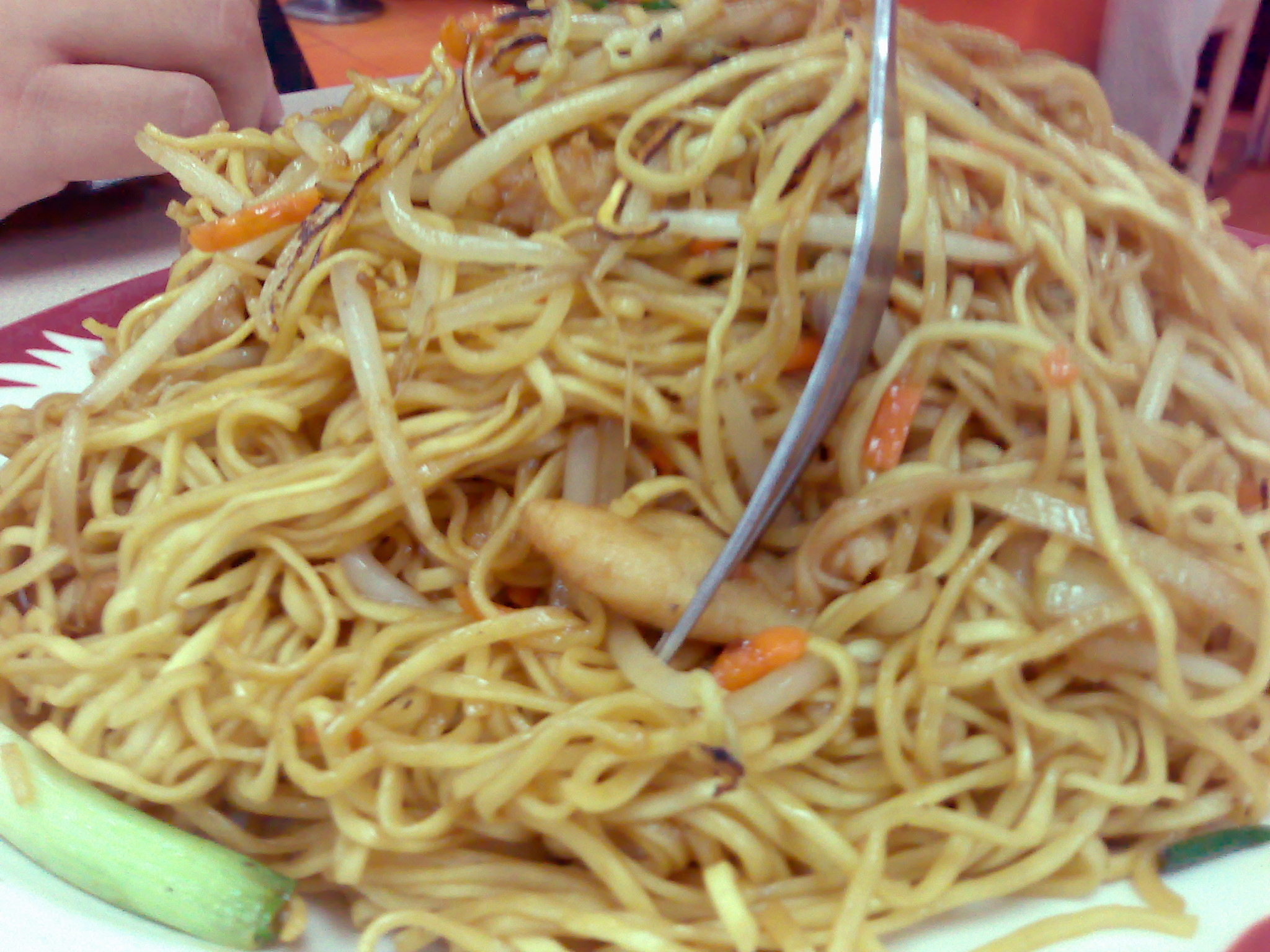
차오몐
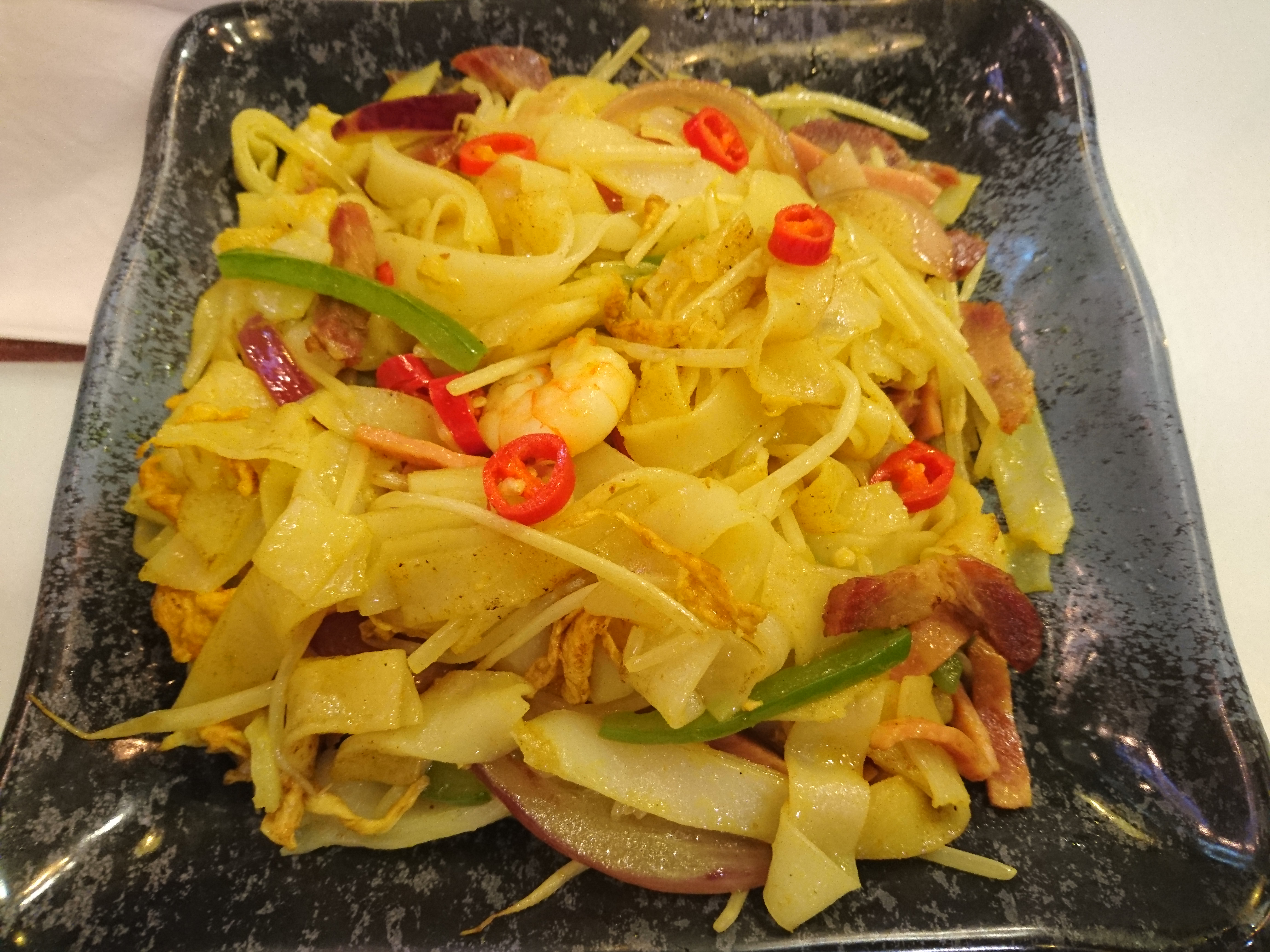
차우궈티우

### 태국

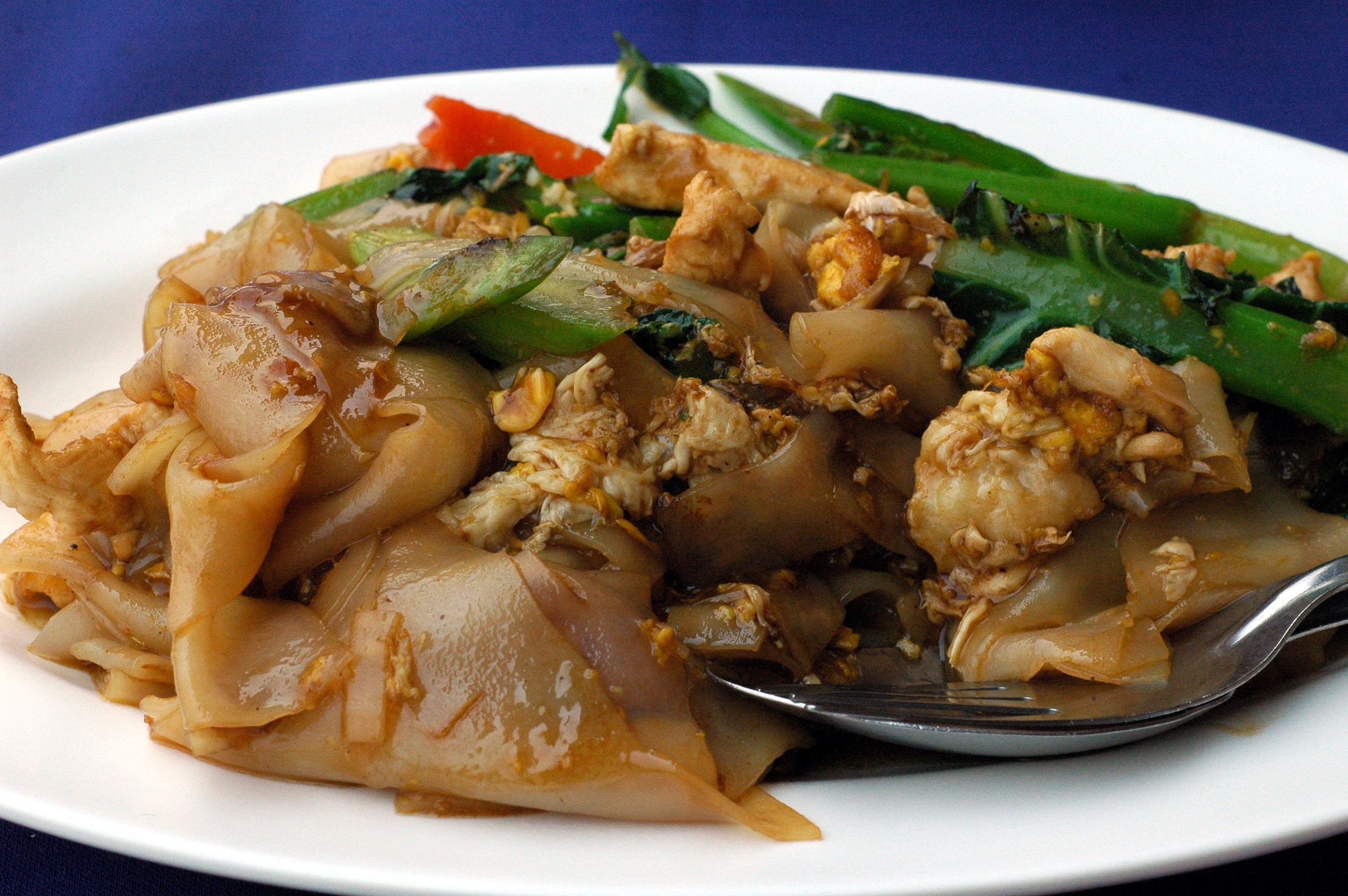
팟 시이우
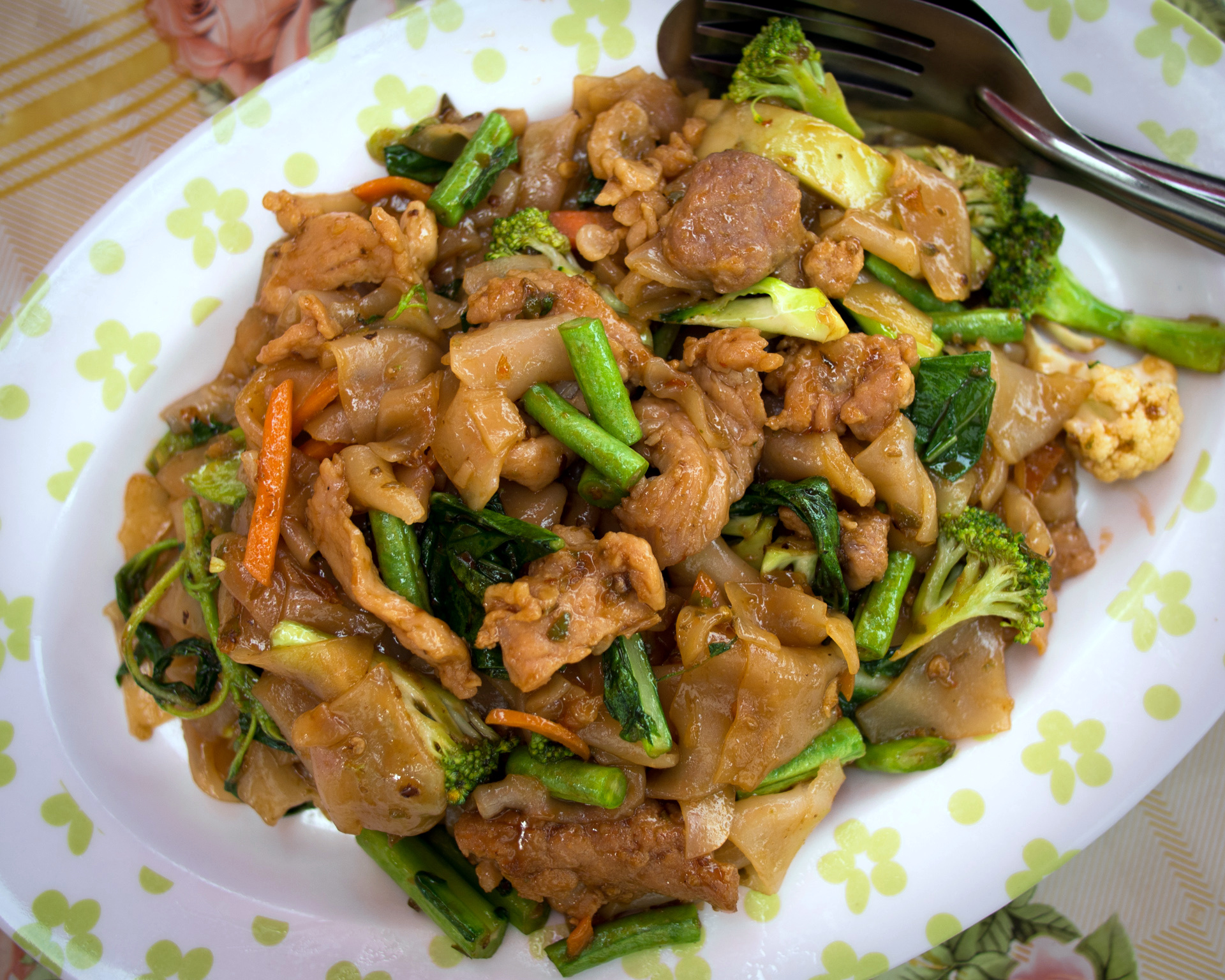
팟 키마오
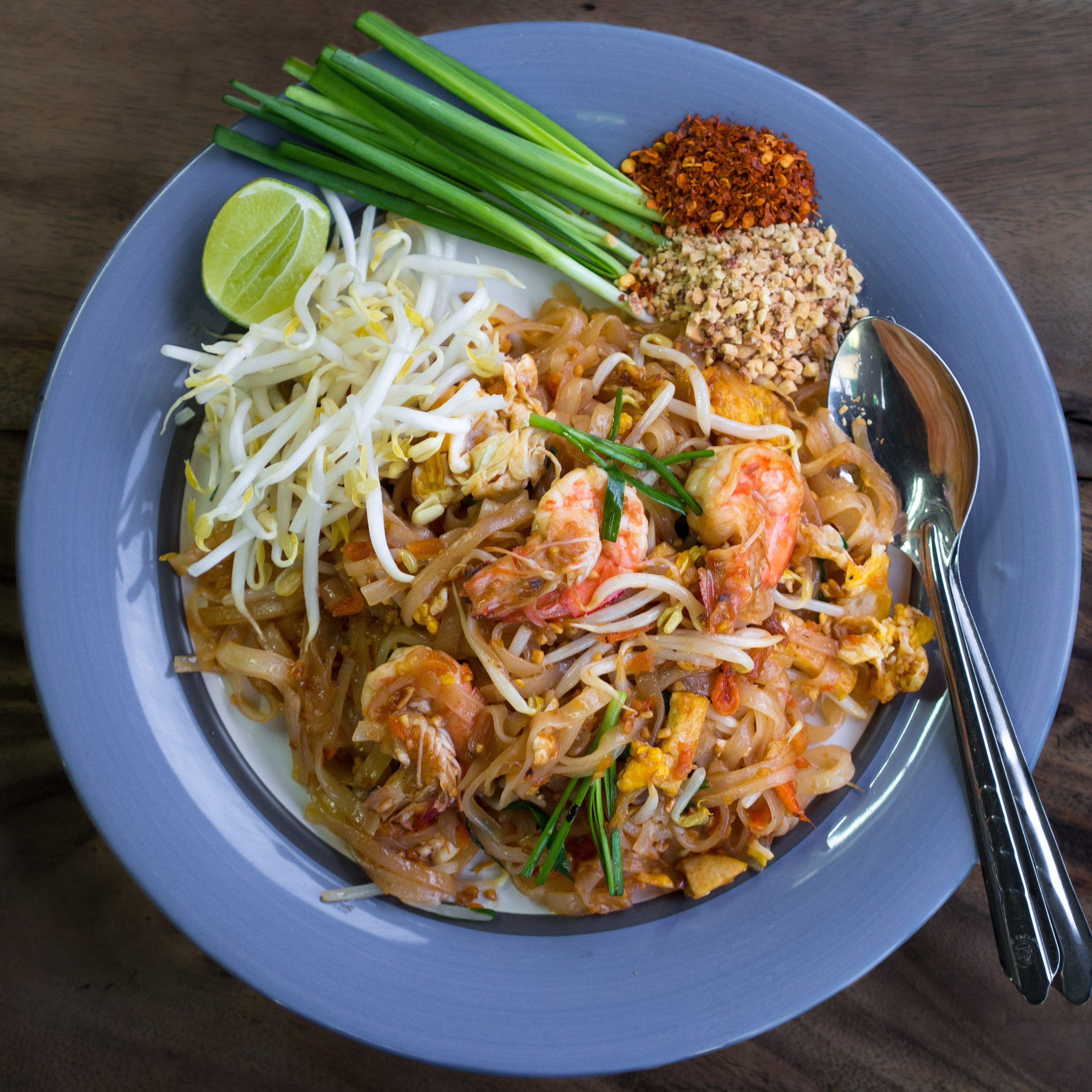
팟 타이

### 필리핀

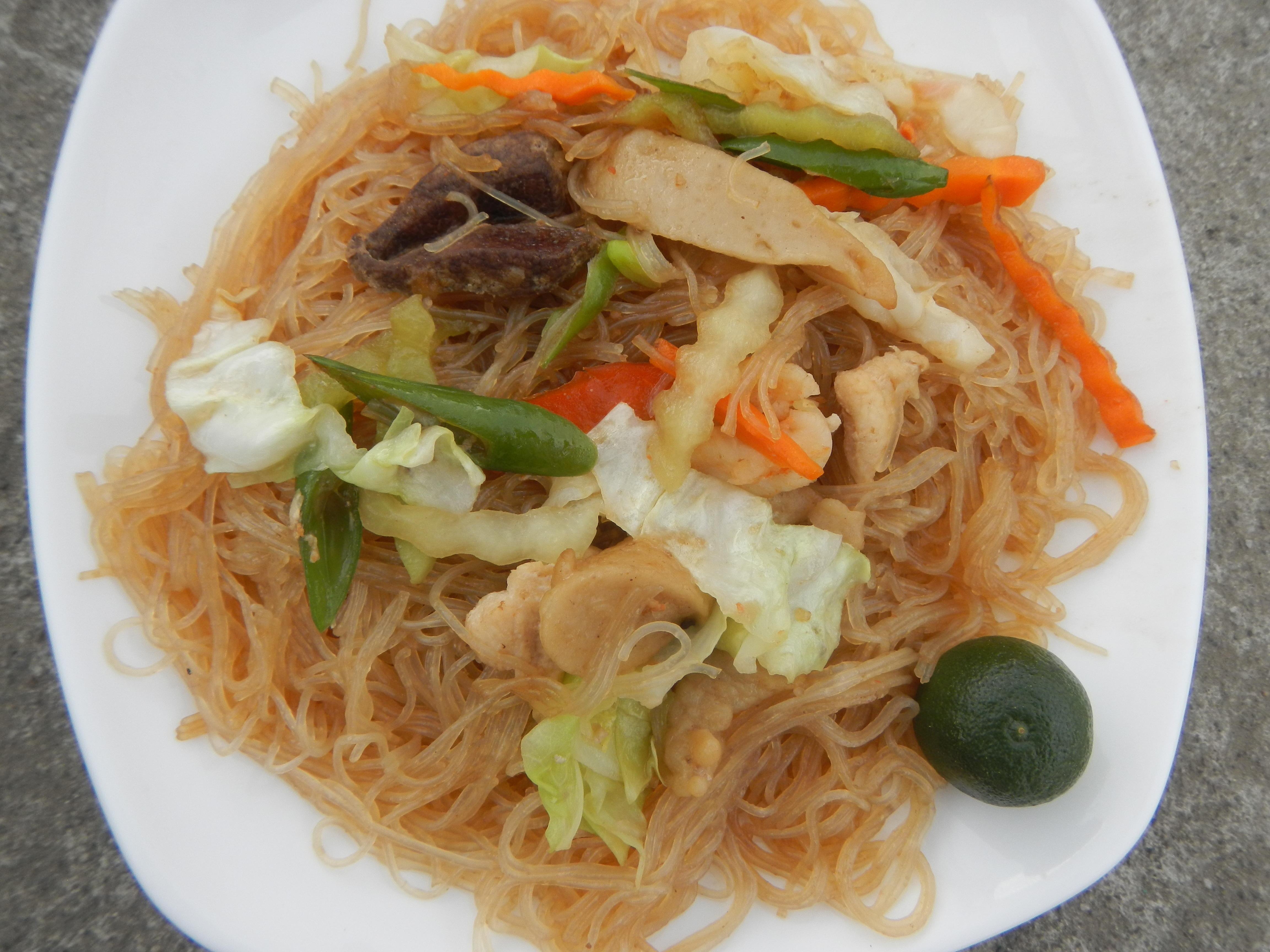
판싯

### 한국(남북)
대한민국에서는 인기있는 불닭볶음면이 있다.
북한은 비빔면 또는 냉면이라고 부른다.

## 같이 보기
- 국물국수
- 비빔국수